# Betonson
Betonson is een Nederlands bedrijf dat betonelementen vervaardigt. Het bedrijf was van oudsher in Son gevestigd.

## Geschiedenis
Het bedrijf, dat zich aan het Wilhelminakanaal bevond, is in 1956 opgericht vanuit de firma Niemans. Men startte op een terrein van 4 ha met het vervaardigen van heipalen in de open lucht, maar weldra begon men ook in overdekte hallen te werken.
In 1970 werd het bedrijf overgenomen door De Vries Robbé, dat ook eigenaar was van Betondak Arkel, een bedrijf dat zich te Arkel bevond. De naam werd nu gewijzigd in Baxon (Betondak Arkel Son). De Vries Robbé was al sinds 1969 in handen van Billiton dat op zijn beurt werd overgenomen door Shell, om uiteindelijk door de Verenigde Bedrijven Nederhorst te worden overgenomen. Toen werden ook de namen Betonson en Beton-Arkel ingevoerd. Het hoofdkantoor van beide bedrijven kwam in Son.

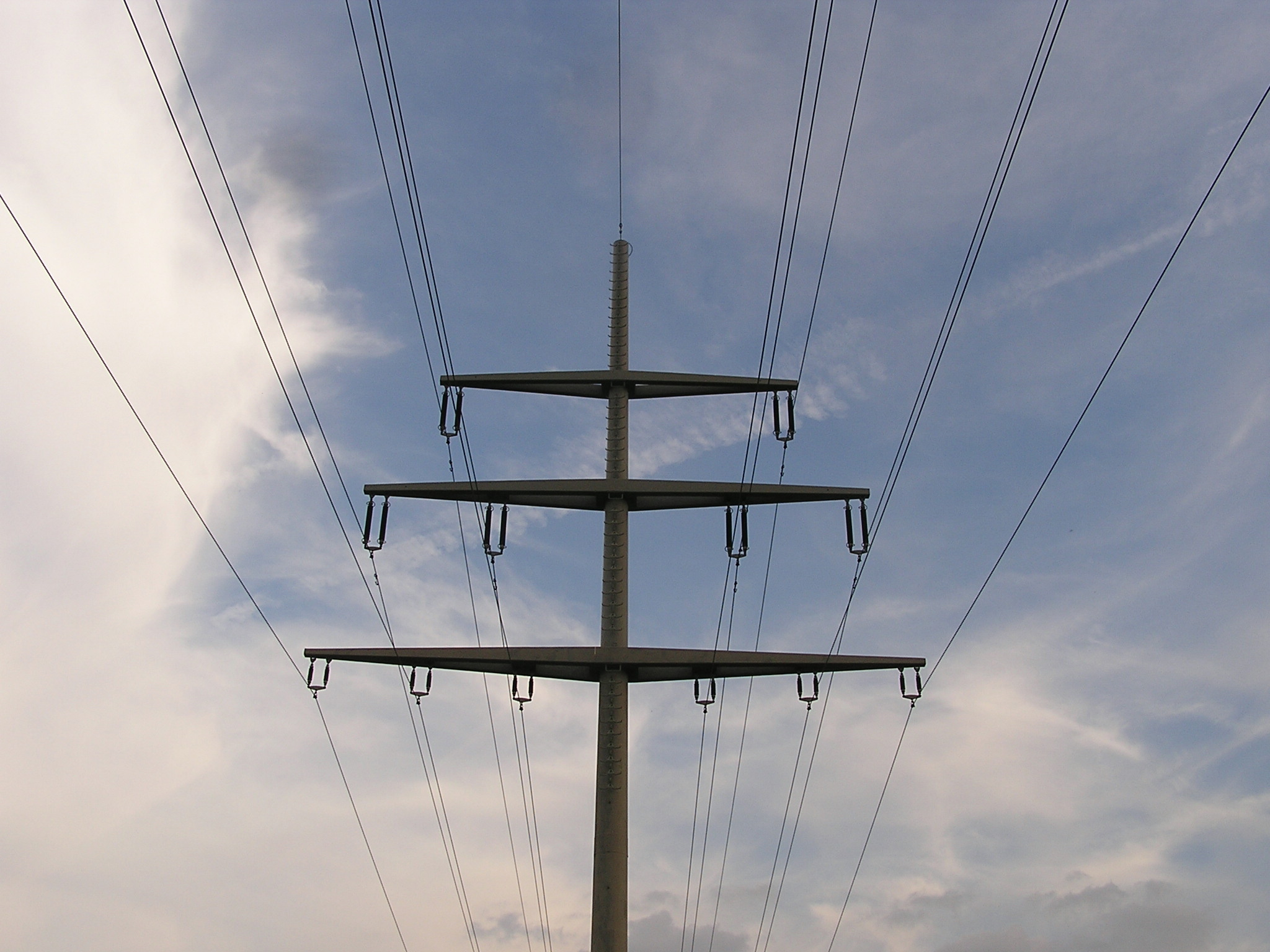
Hoogspanningsmast van beton

Uiteindelijk werden deze bedrijven door DSM overgenomen en er werden aanzienlijke investeringen verricht, waardoor slanke voorgespannen palen konden worden geproduceerd.
In 1980 werd het bedrijf Spancon overgenomen, waardoor het productassortiment uitgebreid werd met vloeren. Het aantal personeelsleden bedroeg toen 450.
In 1986 werd het bedrijf door DSM verzelfstandigd. Het kwam nu in handen van participatiemaatschappijen als de NPM (Nederlandse Participatiemaatschappij) en de BOM (Brabantse Ontwikkelingsmaatschappij). In 1989 werd het bedrijf uitgebreid met Erica Beton BV, een bedrijf uit Kampen.
Sedert 1996 is Betonson eigendom van de Van Nieuwpoort Groep te Gouda. In 2009 werd de fabriek in Arkel gesloten. In 2013 volgde samenvoeging met Spanbeton in Koudekerk aan den Rijn, waarop de productie vanuit de oude vestiging in Son werd verplaatst. Spanbeton is een dochteronderneming van Consolis en heeft een belang van 65%, terwijl de Van Nieuwpoortgroep 35% belang heeft en de merknaam Betonson Prefab voert. De vakbonden verloren een rechtszaak over de ontslagvergoedingen. Eind 2014 werden de vakbonden alsnog in het gelijk gesteld.
Op 24 februari 2015 werd het faillissement uitgesproken van Beton Son B.V. (01.obr.15.131.F.1300.1.15). Het merk Betonson blijft bestaan.
Er zijn ook nog vestigingen in Moers (Duitsland) en in Zellik (België).

## Producten
Er worden PLUS-vloerelementen gemaakt onder de naam Betonson Prefab, geproduceerd te Kampen. Geprefabriceerde betonnen bouwelementen, waaronder liggers en bruggendelen, worden gemaakt onder de naam Spanbeton.